# Poczta Główna w Krakowie
Poczta Główna – dawny budynek poczty w Krakowie znajdujący się na rogu ulicy Wielopole 2 i ulicy Westerplatte 20, na Wesołej.
Gmach został zaprojektowany przez wiedeńskiego architekta Friedricha Setza. Po adaptacji projektu przez Józefa Sarego, został wzniesiony w latach 1887–1889 przez Karola Knausa i Tadeusza Stryjeńskiego. Powstał jako monumentalny dwupiętrowy budynek w stylu neorenesansu północnego, a jego ryzalit wieżowy zwieńczono okazałą kopułą.
Od 1899 roku jest główną siedzibą poczty w Krakowie. W 1909 roku zainstalowano w nim pierwszą na terenie dzisiejszej Polski automatyczną centralę telefoniczną o pojemności 3600 numerów. Był to system Almona Strowgera, ulepszony przez inż. Dietla z Austrii i inż. Czyżykowskiego z Polski.
Ze względu na rosnące potrzeby powierzchniowe urzędu, w latach 1930–1931 budynek gruntownie przebudowano według modernistycznego projektu Fryderyka Tadaniera. Zlikwidowano kopułę, dobudowano dwie kondygnacje oraz budynek paczkarni na zapleczu, a fasadę ozdobiono kryształkowymi elementami. Zmodernizowano także wnętrza i wyposażenie. W 1933 roku uruchomiono międzymiastową centralę telefoniczną.
Kolejna przebudowa miała miejsce podczas okupacji niemieckiej, wtedy m.in. zastąpiono istniejący budynek paczkarni obszernym pawilonem. Polski Urząd Pocztowy wznowił działalność 22 stycznia 1945.
W okresie powojennym budynek poczty wielokrotnie modernizowano i remontowano. 18 lutego 1991 r. budynek wpisano do rejestru zabytków. Nieprzerwanie od 1991 roku jest on siedzibą Poczty Polskiej i Telekomunikacji Polskiej. Gruntowna przebudowa miała miejsce w latach 1993–1996, wówczas ryzalit narożny ponownie zwieńczono kopułą, tym razem postmodernistyczną, zaprojektowaną przez Z. Jasaka i J. Różańskiego, stanowiącą akcent dopełniający bryłę budynku. Wtedy też zainstalowano urządzenie synchronizujące zegar, działające w systemie DCF77.
W 2019 roku Orange sprzedało budynek czeskiej firmie Zeitgeist Asset Management. Po tzw. „rewitalizacji” ma w nim powstać hotel.